# Conflict in de Gazastrook 2014

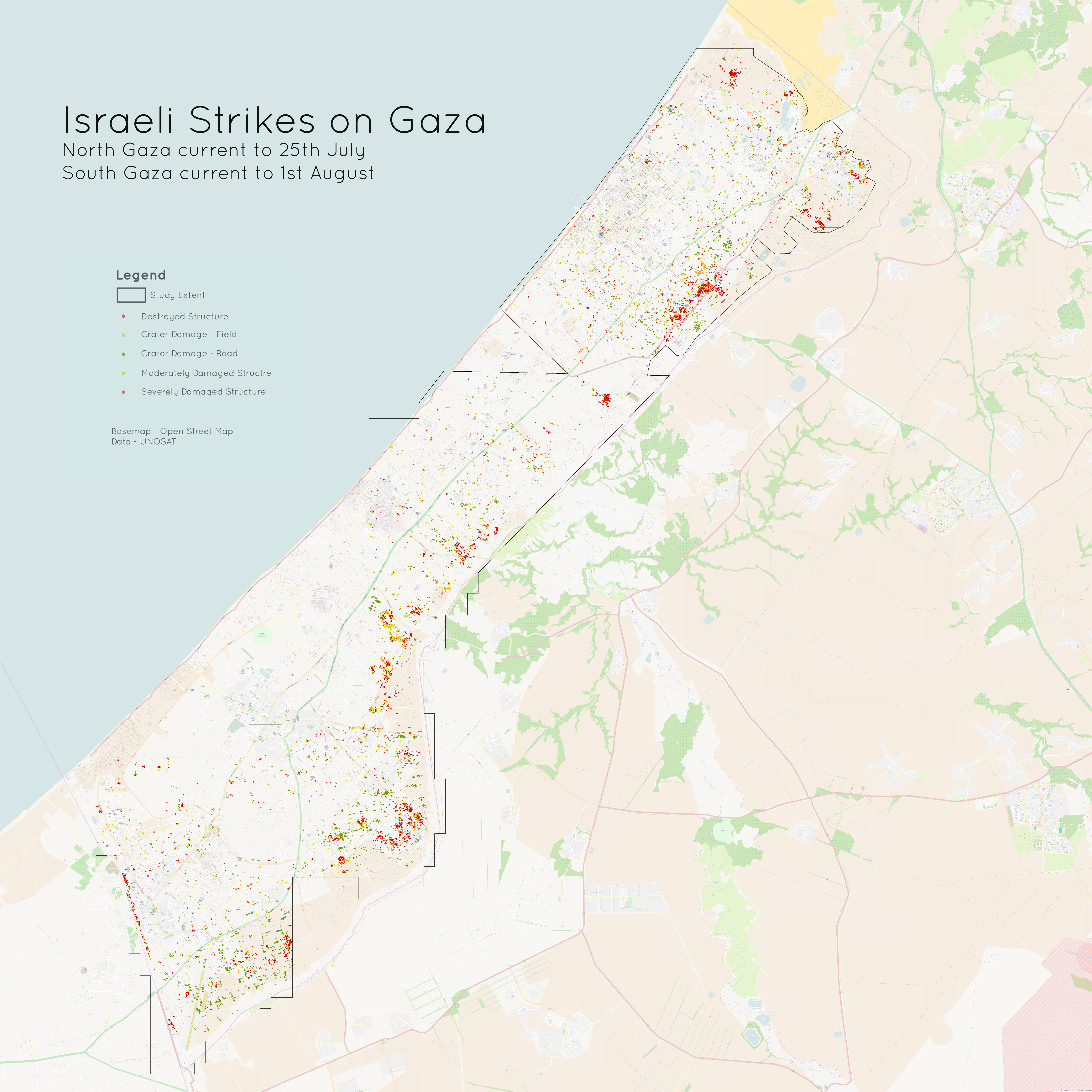
Israëlische bombardementen op Gaza (tot 1 augustus 2015)

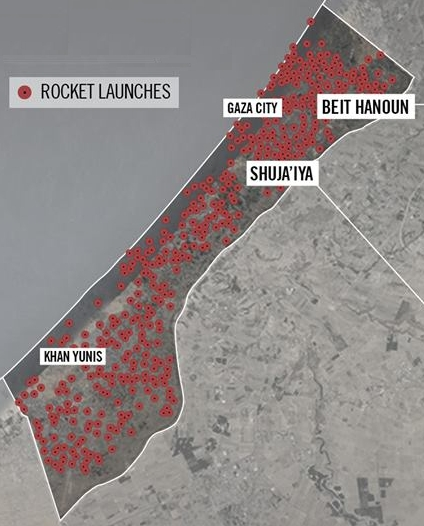
Door de IDF vrijgegeven kaart van locaties in Gaza van waaruit tussen 8 en 31 juli 2014 raketten waren afgevuurd

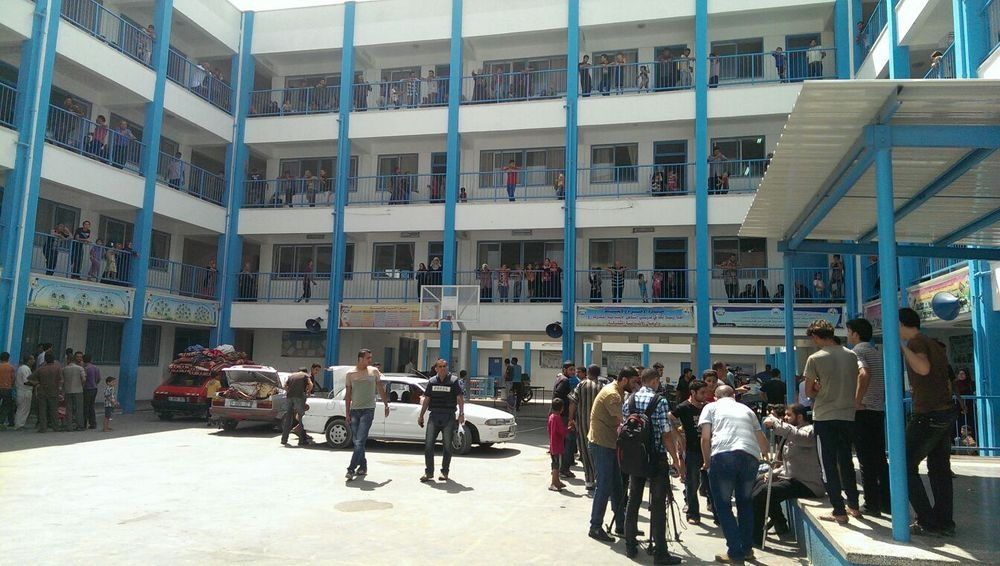
Palestijnse vluchtelingen in een school onder beheer van UNRWA in Gaza, juli 2014. Een constante noodtoestand

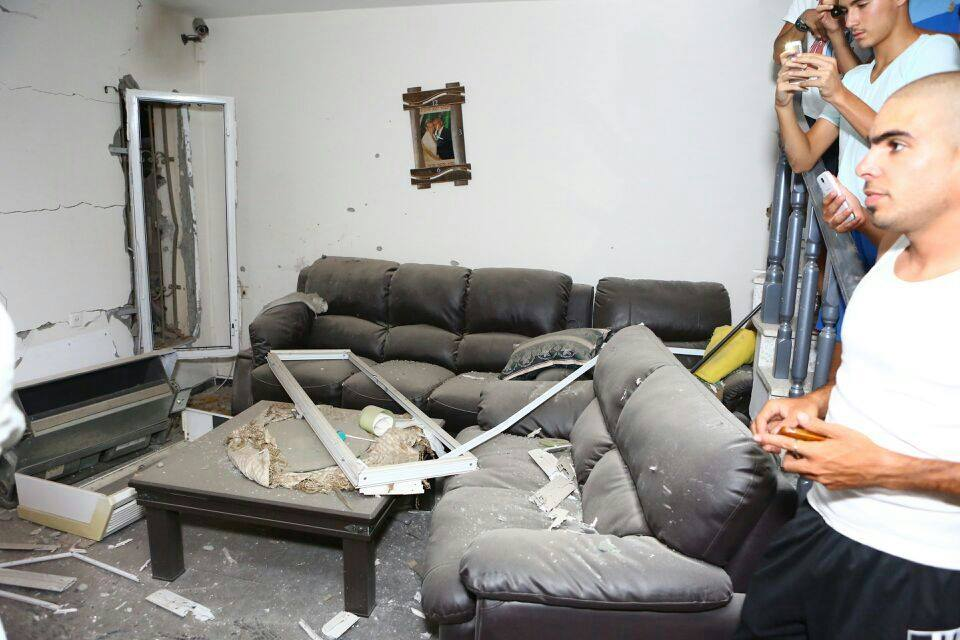
Een huis in Beër Sjeva dat op 10 juli door een raketaanval vanuit de Gazastrook werd getroffen.

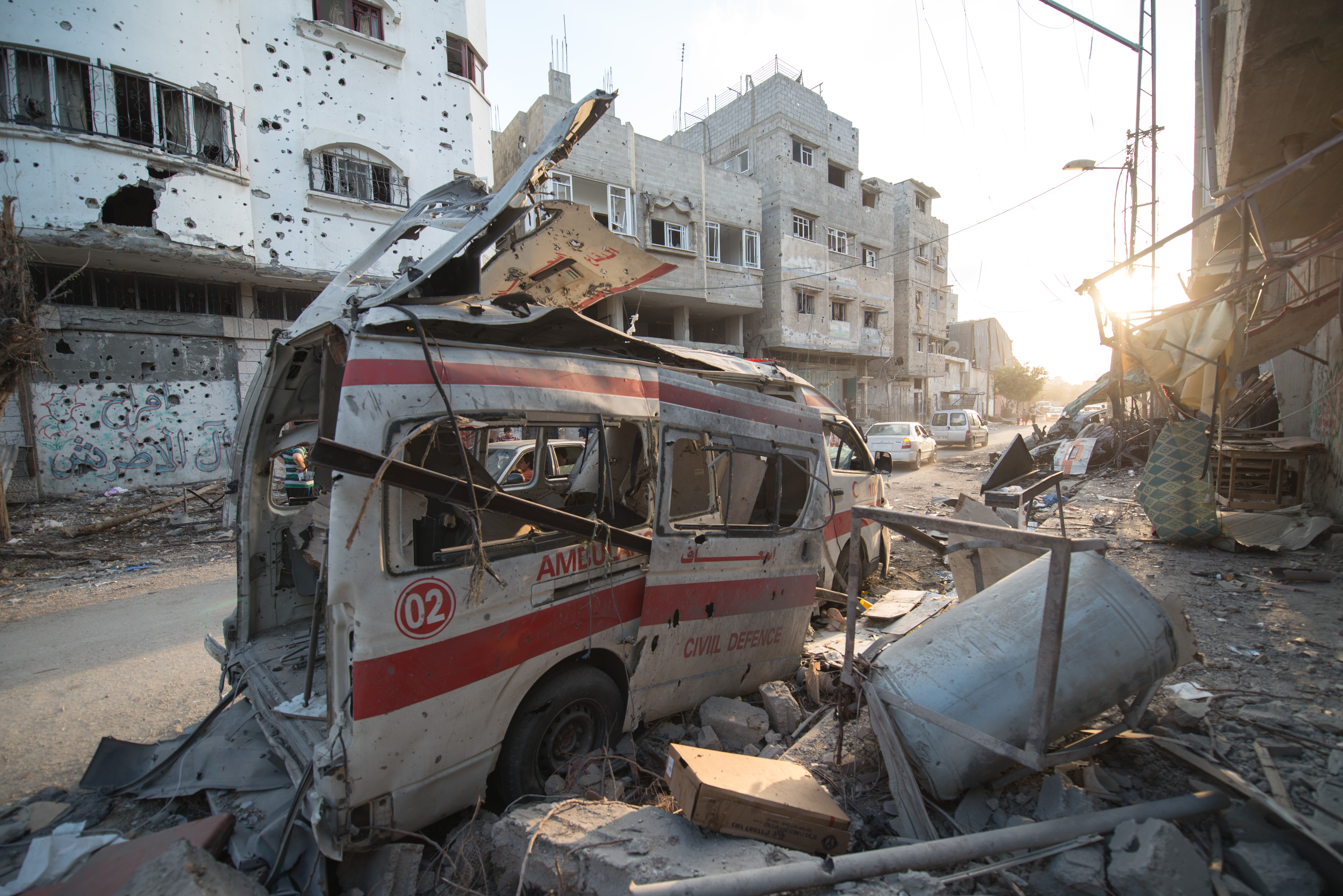
Vernietigde ambulance in Shuja'iyya, 6 augustus 2014

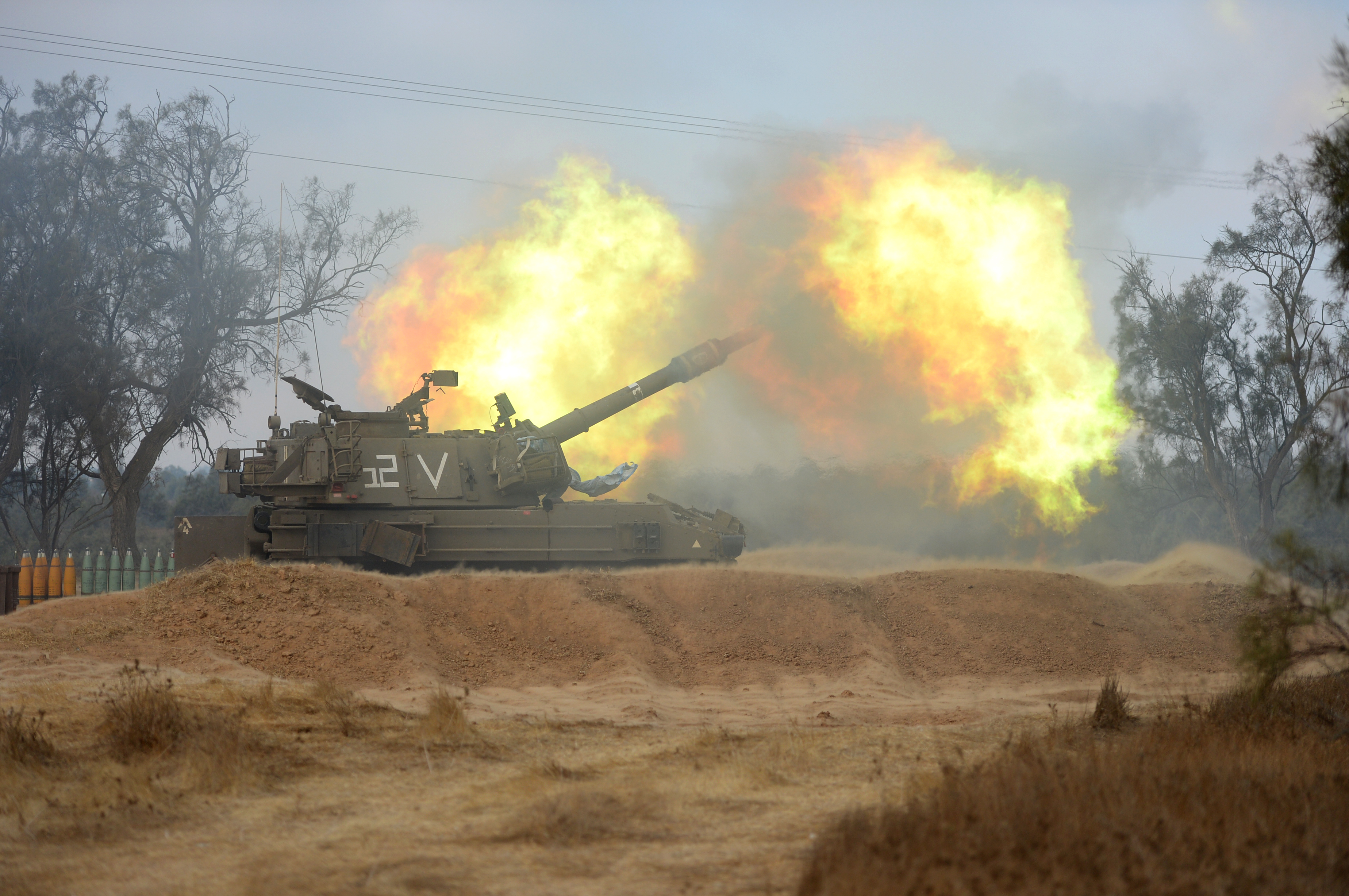
Een vurende 155mm-M109-houwitser van de Israëlische artillerie in Gaza, 24 juli 2014

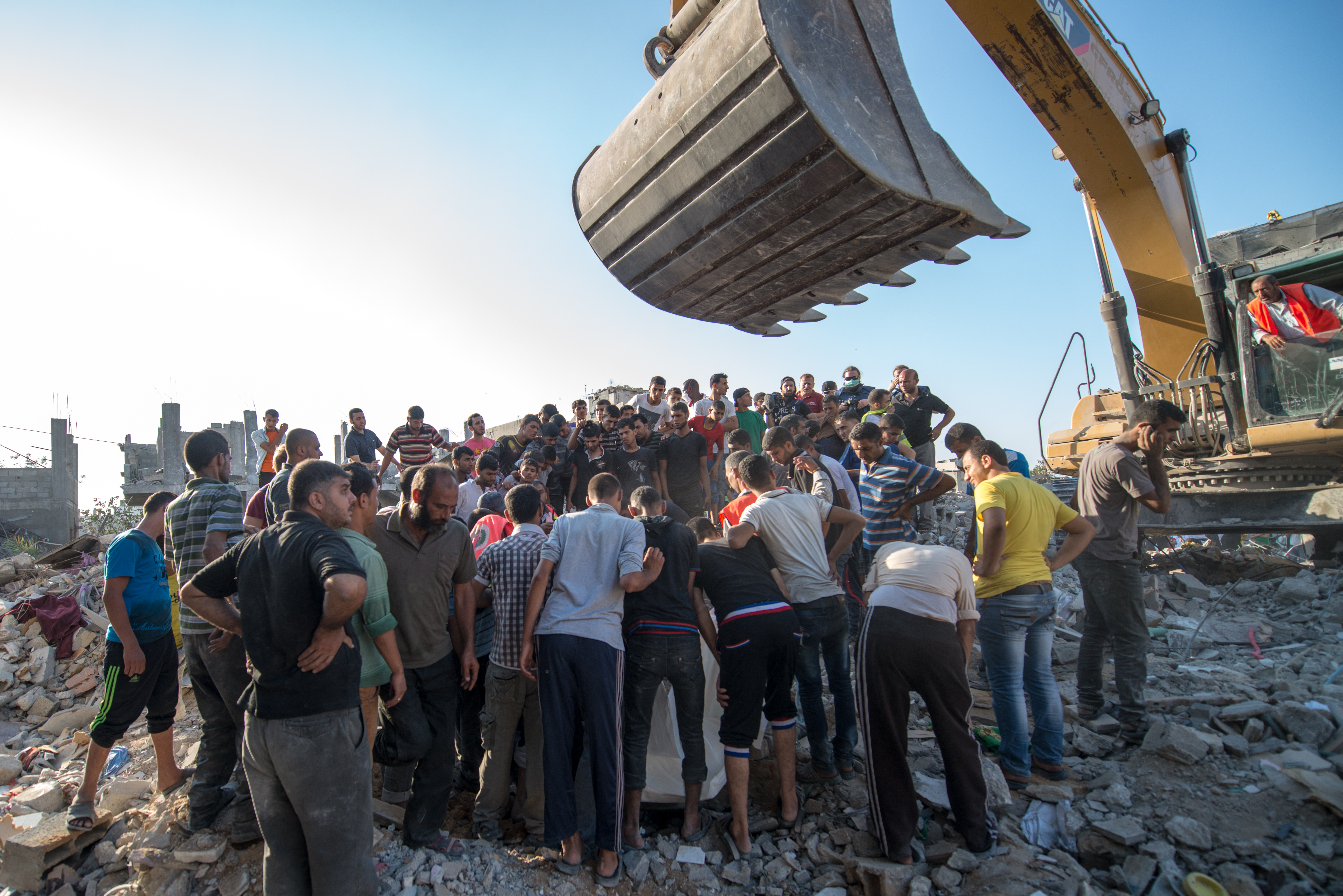
In Beit Hanoun in Gaza benut het volk de 72 uren durende wapenstilstand om naar hun huizen terug te keren en de slachtoffers te vinden, 5 augustus 2014

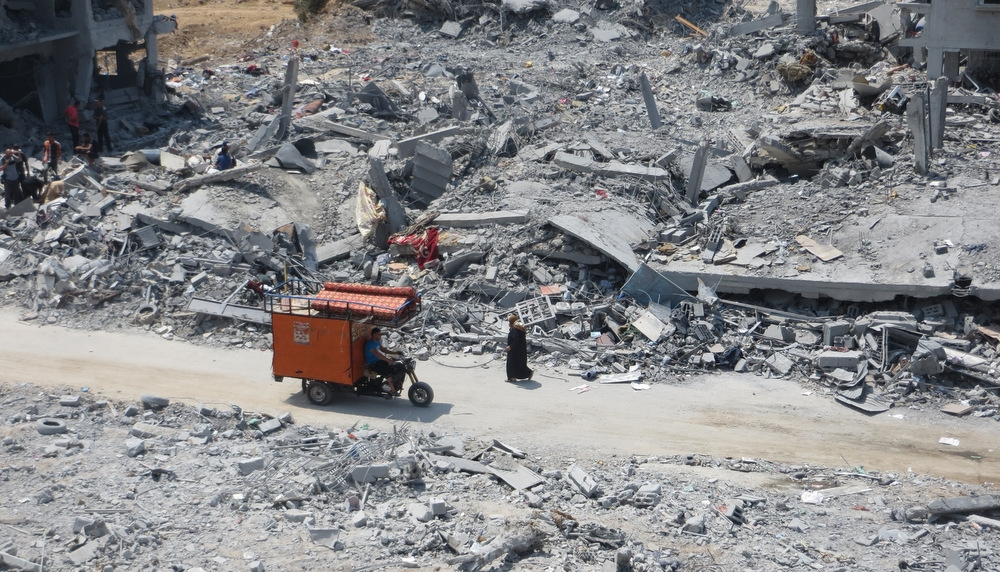
Ruïnes van gebouwen in Beit Hanoun, 16 augustus 2014

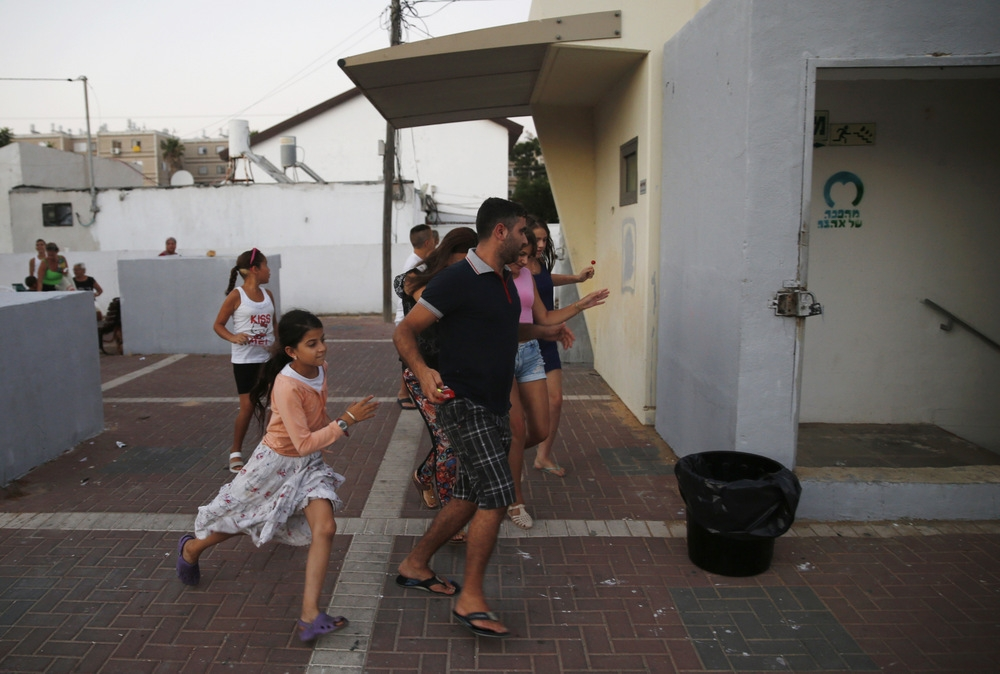
Israëlische inwoners van Ashkelon rennen naar een schuilkelder tijdens een alarm voor raketten, 25 augustus 2014

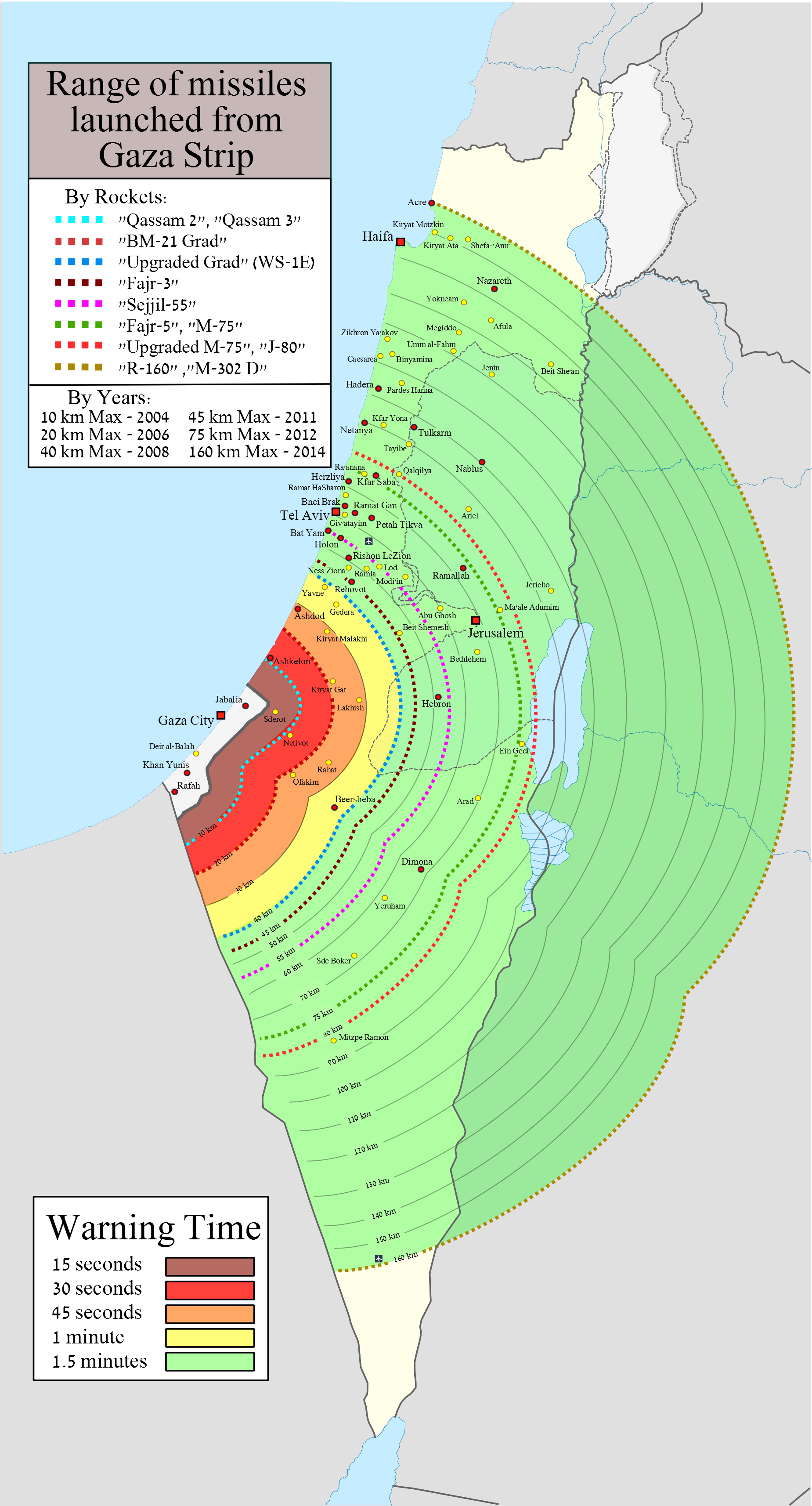
Reikwijdte van de afgevuurde raketten uit Gaza, 16 augustus 2014

Het conflict in de Gazastrook 2014 ofwel Operatie Beschermende Rand was een militair conflict in de zomer van 2014 in de Gazastrook. Het was een militaire operatie van het Israëlische leger (IDF) onder de naam 'Operatie Beschermende Rand' (in het Engels: Operation Protective Edge). Deze Operatie begon op 8 juli 2014 en was gericht tegen de Palestijnse beweging van Hamas en de Palestijnse Islamitische Jihad (Palestinian Islamic Jihad (PIJ)) in de Gazastrook.
Bij deze operatie van zeven weken vielen aan Palestijnse zijde meer dan 2100 doden, waarvan ruim 900 burgers, en raakten meer dan 10.850 Palestijnen gewond, waaronder 3300 kinderen en meer dan 2000 vrouwen. Meer dan 17.000 gebouwen werden verwoest door met name luchtaanvallen.
Aan Israëlische zijde vielen 73 doden (7 burgers en 66 militairen) en raakten meer dan 500 personen gewond (450 soldaten en 80 burgers). Op 26 augustus 2014 werd een staakt-het-vuren ingesteld.
Volgens Israël waren de raketaanvallen vanuit Gaza op Israël de oorzaak van het conflict.
In feite waren de afgebroken vredesbesprekingen tussen Israël en de Palestijnse Autoriteit de aanleiding. Volgens Hamas was deze militaire operatie een poging van Netanyahu om de "Palestijnse verzoening te saboteren". Netanyahu was een fel tegenstander van de Palestijnse Regering van Nationale Eenheid van Fatah (Westelijke Jordaanoever) en Hamas (Gazastrook), waartoe in april 2014 was besloten.
Als directe aanleiding tot de militaire operatie werd door Israël de ontvoering en moord van drie Israëlische tieners nabij Hebron op de Westelijke Jordaanoever op 12 juni 2014 aangegrepen. Premier Netanyahu hield de Palestijnse beweging Hamas er voor verantwoordelijk, maar Hamas ontkende hiervoor verantwoordelijk te zijn.

## Escalatie naar aanleiding van ontvoeringen en moord
Na de ontvoering van de tieners zette Israël een grootschalige zoekactie op gang in de Westelijke Jordaanoever en arresteerde honderden Palestijnen. Ook werden er 1.300 huizen doorzocht en vielen er enkele doden aan Palestijnse zijde.
Het huis bij Ramallah van Saleh al-Arouri, een in Istanboel wonende Hamas-commandant, werd op 20 juni, kort na de ontvoering, door Israël verwoest. Een maand later, op 21 augustus 2014, zou Arouri gepocht hebben over de ontvoering, maar internationaal was er nogal twijfel over zijn uitspraken. De politiek leider van Hamas, verklaarde in augustus 2014 dat de leiders van Hamas geen weet hadden gehad van de ontvoering die door enkele leden op de Westelijke Jordaanoever zou zijn uitgevoerd.
Op 24 juni 2014 begon het Israëlische leger met luchtaanvallen op de Gazastrook. In de nacht van 26 op 27 juni werden door Israël bombardementen op Hamas-doelwitten uitgevoerd. Als reactie daarop werden er raketten uit de Gazastrook op Israël afgevuurd. Deze werden door de Israëlische luchtmacht weer met nieuwe bombardementen beantwoord.
Op 30 juni 2014 werden de tieners vermoord teruggevonden. De huizen van twee verdachten, Marwan Kawasme en Amer Abu Aysha, die na 12 juni niet meer gezien zouden zijn, werden verwoest. Op 6 juli 2014 arresteerde Israël de 40-jarige Hussam Kawasme, volgens een woordvoerder van minister-president Netanyahu de derde verdachte die achter de ontvoering van de drie jongens op 12 juni zou hebben gezeten. (Een jaar later, op 12 juni 2015, kwamen er nieuwe feiten aan het licht met betrekking tot fouten die door Shin Beth en de IDF bij de opsporing waren gemaakt.)
In de ochtend van 1 juli werd in Oost-Jeruzalem de Palestijnse tiener Mohammed Abu Khdeir uit wraak door joodse Israëlische inwoners ontvoerd en levend verbrand; zijn lichaam werd op 2 juli gevonden. Op 17 juli 2014 werden drie verdachten van deze ontvoering en moord op Mohammed Abu Khdeir aangeklaagd. Twee van hen bleken de nacht ervoor ook al een poging tot ontvoering van een 7-jarige Palestijnse jongen in Beit Hanina gedaan te hebben, evenals pogingen tot brandstichting in juni van bezittingen van Palestijnen. Meer dan een jaar later, op 30 november 2015, volgde het vonnis van de rechtbank: twee verdachten werden voor moord veroordeeld, het vonnis van het brein achter de moord werd uitgesteld. De familie van Khdeir protesteerde dat de huizen van deze Israëlische moordenaars tot op deze dag niet waren verwoest in tegenstelling tot die van de Palestijnse ontvoerders en moordenaars. Een petitie hiertoe werd verworpen.
Op 3 mei 2016 werd 'het brein' achter deze moord, Yosef Haim Ben-David, veroordeeld tot levenslang voor het doden van Abu Khdeir; hij kreeg ook nog 20 jaar voor andere misdaden.

## Operation Protective Edge
Op 8 juli begon Israël in het kader van de 'Operation Protective Edge' ook met voorbereidingen voor een grondoffensief en werden er bombardementen uitgevoerd in het zuiden van de Gazastrook bij Khan Younis.
Op 13 juli voerden commandotroepen (Golani-brigade) acties uit in de Gazastrook; lanceerinstallaties van raketten waren het doelwit van de acties.
Op 16 juli 2014 werden op het strand van Gaza vier spelende Palestijnse kinderen gedood en verscheidene andere gewond. Ooggetuigen meldden enkele explosies maar er waren geen waarschuwingen afgegeven en er werden geen vliegtuigen gehoord. Volgens een woordvoerder van het Israëlische leger zouden daar verdachten geïdentificeerd zijn. Uit een in 2018 bekend geworden geheim rapport bleek dat de kinderen getroffen waren door Israëlische gewapende drones. De kinderen zouden aangezien zijn voor militanten van Hamas. Een onderzoek naar de zaak was in juni 2015 door Israël gesloten zonder verdere actie.
Op 17 juli 2014, de tiende dag van "Operation Protective Edge", zou een tijdelijke wapenstilstand tussen Israël en Hamas geschonden zijn door Hamas dat tijdens de wapenstilstand toch raketten op Israël zou hebben afgeschoten. Twee raketten die bedreigend waren voor bewoonde gebieden werden vernietigd door het Israëlische luchtafweergeschut Iron Dome, dat het grootste deel van de raketten van Hamas kan neutraliseren. Toch zouden twee huizen getroffen zijn. Een drone van Hamas zou uit de lucht geschoten zijn door een Israëlische Patriot-raket. Dit zou de tweede drone van Hamas geweest zijn die de afgelopen dagen uit de lucht geschoten werd.

### Grondoffensief in combinatie met luchtaanvallen
In de avond van de wapenstilstand, op 17 juli 2014, trokken Israëlische strijdkrachten de Gazastrook binnen. Het doel van Israël was, volgens het kantoor van premier Netanyahu, om het tunnelstelsel dat door Hamas-strijders gebruikt werd, te verwoesten en de infrastructuur van Hamas en andere 'terroristisch' genoemde organisaties, zoals de Islamitische Jihad, een zware klap toe te dienen, en daarmee hun de mogelijkheid te ontnemen via tunnels Israël binnen te vallen en wapens te smokkelen. Een Israëlische legerhelikopter had dertien zwaarbewapende strijders van Hamas ontdekt die via een tunnel onder de grens Israël waren binnengedrongen om een aanslag op kibboets Sufa te plegen. Ze werden door infanterie van de Givati-brigade van de IDF en de Israëlische luchtmacht neergeschoten. De Givati-brigade stond onder leiding van Ofer Winter, een religieuze nationalist die in een brief van 10 juli 2014 zijn troepen had opgeroepen tot een 'heilige oorlog' tegen de bevolking van Gaza om hen te straffen wegens godslastering.
Het Palestinian Centre for Human Rights beschuldigt het Israëlische leger van het gebruik van clusterbommen die op 17 juli afgevuurd waren op Khuzaa, een dorp ten oosten van Khan Younis. Het gebruik daarvan in deze oorlog werd door Israël niet ontkend.
Gedurende de volgende dagen werden er tientallen tunnels opgeblazen en gebouwen van Hamas aangevallen.
In de nacht en ochtend van 20 juli werd er voortdurend gebombardeerd in Gaza-stad op de wijk Shujaieh. Er vielen zo'n 70 doden, vooral burgers en honderden gewonden.
Er werd een humanitair bestand afgekondigd waarin er gedurende twee uur niet gebombardeerd zou worden en de Palestijnen tijd zouden krijgen de slachtoffers te begraven en te verzorgen. Het bestand hield echter geen twee uur stand, er volgden nieuwe bombardementen.
In Beit Hanoun in het noorden van de Gazastrook werd op 24 juli een school in een bestaand vluchtelingenkamp onder beheer van de UNRWA geraakt door vier granaten van het Israëlische leger. Daarbij vielen 15 doden en meer dan 200 gewonden waarvan het merendeel kinderen en leden van de VN, aldus Ban Ki-moon, die zijn "verbijstering" uitte over deze aanval tegen VN-gebouwen. Hij merkte op dat de omstandigheden rond deze aanval nog niet waren opgehelderd. De bewuste school was door de VN opengesteld voor Palestijnse vluchtelingen. Onder de doden waren vrouwen, kinderen en VN-medewerkers. De VN veroordeelden de aanval, en Hamas bestempelde hem als een oorlogsmisdaad. 'De wereld is beschaamd', reageerde UNRWA-woordvoerder Chris Gunness. Volgens hem werd de Israëlische overheid zeventien keer gewaarschuwd dat in de school vluchtelingen werden opgevangen. Dat gebeurde zelfs nog enkele uren voor de fatale aanslag. Het voorval was de vierde keer dat een VN-gebouw bij het conflict geraakt werd. In augustus bleek dat de school gedurende 4 weken door het Israëlische leger was gebruikt als commando-basis.
In de ochtend van 26 juli om zeven uur ging een gevechtspauze in tussen Israël en Hamas, die in eerste instantie twaalf uur zou duren. De Verenigde Staten, Groot-Brittannië, Frankrijk, Duitsland, Italië en Qatar drongen er bij Israël en Hamas op aan om de gevechtspauze met nog eens twaalf uur te verlengen. Israël kondigde aan om de pauze met vier uur te verlengen, waar Hamas uiteindelijk niet mee akkoord ging; nadat de eerste gevechtspauze van twaalf uur om zeven uur 's avonds verliep, schoot Hamas minimaal drie raketten op Israël af.
Op 28 juli 2014 kondigde premier Netanyahu dat de operatie tot doel had de veiligheid van de Israëlische burgers te verdedigen en dat de bevolking zich moest voorbereiden op een langdurig conflict, totdat alle tunnels van Hamas zouden zijn vernietigd. De veiligheid zou volgens hem bedreigd worden door de raketaanvallen uit Gaza en de smalle tunnels onder de grens tussen Gaza en Israël, waardoor terroristen ontvoeringen en aanslagen in Israël zouden kunnen plegen. De raketten van Hamas zouden een groter bereik hebben dan twee jaar geleden, maar zouden voor ca. 80-95 % door de Iron Dome onderschept kunnen worden.
Netanyahu wilde de infrastructuur van Hamas zo veel mogelijk vernietigen en de Gazastrook demilitariseren.
Begin augustus werden 32 tunnels, waarvan 14 onder de Israëlische grens doorliepen, opgeblazen. Israël beschouwde die fase als voltooid.

## Israël begint volgende fase
In de nacht van 28 op 29 juli 2014 viel het Israëlische leger 150 doelen in de Gazastrook aan. De enige elektriciteitscentrale van Gaza - goed voor circa 30 procent van het gebruik in de regio - werd getroffen, waardoor er 's nachts geen elektriciteit, inclusief verlichting, meer was in de regio. Verder werd het lege huis van Hamas-leider Ismail Haniya verwoest. Ook een mediacomplex, waarin de televisiezender van Hamas "Al-Aqsa TV" gevestigd was, werd getroffen, maar de uitzendingen van de zender gingen door. Bij een bombardement op een vluchtelingenkamp vielen 11 doden. Het zou om de zwaarste bombardementen van de laatste drie weken gaan. Vanuit de Gazastrook werden ook raketten richting Israël afgevuurd, maar die richtten geen schade aan.
Diezelfde dag vielen opnieuw tientallen doden aan Palestijnse kant bij bombardementen. 's Avonds werd een school van de VN, gelegen in het vluchtelingenkamp van Jabalia, waar Palestijnse vluchtelingen onderdak hadden gevonden, onder vuur genomen door tanks. Daarbij kwamen zeventien mensen om het leven en negentig mensen raakten gewond. De VN beschuldigde Israël ervan dat het de VN-school heeft beschoten, ondanks dat de organisatie 17 keer had laten weten dat er zich vluchtelingen in de school bevonden. Het Israëlische leger verklaarde dat Israëlische soldaten beschoten werden vanuit de buurt van de school en het vuur beantwoordden.
Op de avond van 29 juli 2014 deden Hamas-strijders, die via een tunnel vanaf de Gazastrook tot in Israël in de buurt van kibboets Nahal Oz waren gekomen, een aanval op Israëlisch grondgebied. Ze schoten een antitankgranaat af, waarbij vijf Israëlische soldaten omkwamen. Een van de Hamas-strijders werd doodgeschoten, anderen konden via de tunnel naar de Gazastrook vluchten. Elders kwamen vijf andere Israëlische soldaten om het leven, die beschoten werden terwijl ze bezig waren met de ontmanteling van een tunnel.
Op de ochtend van 30 juli kwamen drie Israëlische soldaten om bij een explosie in een kliniek in Abu Daka, buiten Khan Younis. Volgens de IDF zou in de kliniek, waar de letters UNRWA op stonden, de ingang van een tunnel van Hamas zijn. De kliniek zou vol zitten met explosieven, want toen de soldaten voorbereidingen troffen om de tunnel zonder schade voor de kliniek onschadelijk te maken, zouden terroristen uit die tunnel de halve kliniek opgeblazen hebben. Drie Israëlische soldaten kwamen daarbij om het leven en dertien raakten gewond. Toen Israëlische soldaten probeerden de doden en gewonden te evacueren zouden ze zijn beschoten, maar uiteindelijk was het gelukt om ze naar Israël te brengen.
Op 30 juli kondigde Israël een staakt-het-vuren van vier uur aan in de gebieden waarin geen soldaten waren ingezet. Tijdens het staakt-het-vuren voerde Israël alsnog een luchtaanval uit op een markt in Gaza-stad. Daarbij vielen zeker 15 doden en 160 gewonden.
Op 31 juli 2014 bereikten Hamas en Israël een akkoord om voor drie dagen een staakt-het-vuren te houden, te beginnen op 1 augustus. Het was met medewerking van de VS en Qatar tot stand gekomen. De bedoeling was om binnen die periode te komen tot een duurzamer staakt-het-vuren bij onderhandelingen in Caïro tussen Israël en Palestijnse organisaties.
Een drietal uren nadat het bestand ingegaan was, vonden opnieuw ontploffingen plaats. Hamas en Israël beschuldigden elkaar ervan het bestand te hebben geschonden. Beide partijen begonnen daarop opnieuw met beschietingen. Het Israëlische leger waarschuwde de VN en inwoners van Gaza telefonisch dat de wapenstilstand over was en dat de inwoners weer naar binnen moesten gaan. Een Hamas-strijder, die net uit een tunnel bij Rafah was gekomen, blies zichzelf met een bomgordel op, waarbij twee Israëlische soldaten om het leven kwamen.
Die dag, 31 juli, werd de Israëlische soldaat Hadar Goldin vermist. Israël vermoedde dat hij ontvoerd was door Hamas. Hamas zei echter geen informatie te hebben over de vermiste soldaat en beweerde dat Israël dit aangreep om het bestand te beëindigen.

### Zwarte Vrijdag
Op 1 augustus 2014 reageerde de IDF (volgens het Hannibal Protocol) op de vermissing van de Israëlische soldaat met een militaire actie door de Givati-brigade. Hevige bombardementen werden uitgevoerd op woonwijken in Rafah. Dit kostte aan minstens 135 Palestijnen het leven, onder wie 75 kinderen; zo'n 350 mensen werden verwond.
Op 2 augustus namen zowel het Israëlische leger als de Hamasstrijders aan dat de betreffende soldaat, samen met degenen die hem gevangengenomen hadden, in een tunnel gedood was door de bombardementen.
Op diezelfde dag liet Israël weten dat de inwoners van Beit Lahiya, een voorstad van Gaza in het gebied waar Israël zijn grondoffensief begon, konden terugkeren. Het leger trok zich echter niet terug uit de regio. Op andere plaatsen in de Gazastrook gingen de bombardementen door. Buurland Egypte besloot intussen om de hulp aan Gaza op te voeren door onder andere meer stroom te leveren, nadat de enige centrale van de regio was vernield. Egypte schonk eerder al medicijnen, voedsel, ziekenwagens en medisch materiaal en liet Palestijnse vluchtelingen op het eigen grondgebied toe voor medische verzorging.
Op 2 augustus en 4 augustus zei premier Netanyahu dat Israël net zo lang door zou gaan met de militaire operatie als het dacht nodig te zijn, met of zonder wapenstilstand.
Op 3 augustus werd in Rafah, dat op 1 augustus al zwaar gebombardeerd was, door de Israëlische luchtmacht nog een VN-school gebombardeerd, waarbij minstens 10 doden vielen.
(In 2015, op 29 juli, rapporteerde Amnesty International dat uit nauwkeurig onderzoek gebleken was dat deze aanvallen op Rafah als oorlogsmisdaden betiteld moeten worden. (Zie ook onder "oorlogsmisdaden".)
Op 4 augustus 2014 kondigde Israël een eenzijdig staakt-het-vuren van zeven uur aan voor een deel van de Gazastrook, ingaande om 8 uur Israëlische tijd. Rafah viel er niet onder. In Gaza-stad werd door een Israëlische raket toch een Palestijn gedood en vielen er meer dan twintig gewonden.

### Militaire doelen
Volgens een rapport van het Israëlische leger dat 5 augustus 2014 tijdens het eerste staakt-het-vuren gepubliceerd werd, had de Israëlische luchtmacht de voorgaande vier weken 4762 doelen in de Gazastrook gebombardeerd: 1678 doelen zouden locaties zijn waar raketten gelanceerd of opgeslagen werden, 191 locaties waar raketten geproduceerd werden, 997 doelen commando- en controlecentra, 939 keer diende het bombardement ter ondersteuning van de grondtroepen en 237 doelen zouden locaties zijn die het Hamasregime ondersteunden.
Het Israëlische leger blies 32 aanvalstunnels op, 14 daarvan liepen onder de Israëlische grens door.
De Islamitische Jihad zou volgens het rapport van de IDF de afgelopen weken 3356 raketten in de richting van Israël afgeschoten hebben: 2648 zouden boven Israël gekomen zijn, de andere zouden in de Gazastrook geland zijn en 119 raketlanceringen zouden mislukt zijn. Van de 2648 raketten boven Israël zouden er 2532 in open terrein geland zijn, 116 in bewoonde gebieden en 578 raketten onderschept door de Iron Dome.
De Israëlische krant Haaretz berichtte op 15 augustus dat Israël tijdens de aanval op de dichtbevolkte Gazastrook minstens 30 duizend granaten zou hebben afgevuurd.

### Nieuwe raketaanvallen en bombardementen
Op 8 augustus 2014, de 32ste dag van Operation Protective Edge, schoot Hamas enkele minuten na het aflopen van het staakt-het-vuren (om 8 uur plaatselijke tijd, 7 uur Midden-Europese tijd) weer raketten af richting Israël. De meest bedreigende van de tientallen raketten werden onderschept, maar toch raakten twee Israëliërs gewond. Drie uur later bombardeerde de Israëlische luchtmacht weer doelen in de Gazastrook en beschoten Israëlische tanks en artillerie vanuit Israël doelen in de Gazastrook. Naast de nieuwe gewonden aan de Palestijnse zijde is bij een Israëlisch luchtaanval een 10 jaar oude Palestijnse jongen om het leven gekomen. In totaal vielen er op 5 Palestijnse dodelijke slachtoffers, waaronder drie kinderen. De Israëlische delegatie keerde terug uit Caïro, omdat ze niet tijdens de gevechten wilden onderhandelen. De delegaties van Hamas, de Islamitische Jihad en de Palestijnse Autoriteit bleven in Caïro.
In de nacht van 8 op 9 augustus bestookten Israëlische gevechtsvliegtuigen 30 plaatsen in Gaza. Er vielen vijf dodelijke slachtoffers en 30 gewonden, waaronder volgens Israëlische bronnen een Hamas-strijder.
Intussen werd het op de Westelijke Jordaanoever opnieuw onrustig. Bij een confrontatie met Israëlische soldaten werd een Palestijn gedood.
Ook op 9 augustus werden er weer raketten vanuit de Gazastrook op dorpen over de grens afgeschoten. Er vielen geen gewonden.
De Israëlische luchtmacht bombardeerde op de ochtend van 10 augustus in Rafah een auto met drie inzittenden en doodde een uur eerder een Hamas-strijder. De afgelopen 24 uur had de Israëlische luchtmacht meer dan 60 doelen in de Gazastrook aangevallen.
Volgens Palestijnse autoriteiten kwam een 14-jarige jongen om het leven bij een bombardement in Dir al-Balah en raakte er een aantal mensen gewond. Daarmee kwam het dodental onder de Palestijnen op 1.917 en het aantal gewonden op 9.840.
Op deze dag (10 augustus 2014) verklaarde premier Netanyahu dat Israël door zou gaan met 'Operation Protective Edge', totdat de rust en veiligheid in Zuid-Israël hersteld is. Een paar dagen later zei hij dat Israël ook hard zou optreden bij een "motregen van raketten".
Dezelfde dag, 10 augustus, dreigde de Palestijnse delegatie uit het overleg in Caïro te vertrekken als Israël niet zonder voorwaarden vooraf terugkeert naar de onderhandelingen. Israël herhaalde dat het niet "onder vuur" wilde onderhandelen, dat wil zeggen niet als Hamas en de Islamitische Jihad door zouden gaan met het afvuren van raketten.
Op 13 augustus zouden nog enkele uren voor het verlopen van het staakt-het-vuren enkele raketten vanuit Gaza richting Israël afgevuurd zijn. In de Sinaï in Egypte, vlak bij de grens van Gaza kwam een meisje om het leven door een raket. Hamas ontkende dat het raketten had afgevuurd. Israël zou drie raketten hebben afgevuurd, zonder dodelijke slachtoffers te hebben gemaakt. Later die dag kwam er een akkoord voor een nieuw staakt-het-vuren, deze keer voor vijf dagen.
Zeven uur voordat het vijfdaagse staakt-het-vuren zou zijn afgelopen werden in het zuiden van de Westelijke Jordaanoever de huizen van twee verdachten van de ontvoering (van de drie Israëlische jongens op 12 juni) door het Israëlische leger verwoest. De Israëlische mensenrechtenorganisatie B'Tzelem vindt het verwoesten van huizen als straf fundamenteel onacceptabel. Onschuldigen worden ook getroffen. De familie van de verdachten was hierbij ook dakloos gemaakt.
Op 18 augustus (nog tijdens het bestand) lieten de organisaties Amnesty International en Human Rights Watch weten dat ze geen toestemming van Israël hadden gekregen om de Gazastrook binnen te gaan om daar onderzoek te doen naar mogelijke mensenrechtenschendingen.
Op 18 augustus nog werd op verzoek van Egypte het staakt-het-vuren tussen Israël en Hamas met 24 uur verlengd om verdere onderhandelingen mogelijk te maken. Het staakt-het-vuren zou daarmee tot 's avonds 19 augustus 23 uur (MEZT) moeten duren.
Op 19 augustus werd bekend dat er op de Westelijke Jordaanoever 93 personen waren gearresteerd, omdat ze volgens Sjien Beet tot het Hamasterreurnetwerk zouden behoren. De president van de Palestijnse Autoriteit, Mahmoud Abbas noemde dit een ernstige bedreiging voor de eenheid van het Palestijnse volk. De afspraak die hij op 21 augustus zou hebben met de politieke leider van Hamas, Khaled Mashal in Qatar wilde hij ondanks de afgebroken onderhandelingen toch door laten gaan.

### Voortzetting van de militaire operatie
Op 19 augustus werden drie raketten vanuit de Gazastrook afgeschoten, die om 14.48 uur (MEZT) in de omgeving van Beër Sjeva terechtkwamen. Er vielen daarbij geen slachtoffers. Om 15:15 uur ontkende Sami Abu Zuhri, een woordvoerder van Hamas, dat de raketten op Israël door Hamas waren afgevuurd, maar Israël zag het als een ernstige schending van het bestand. Premier Netanyahu gaf meteen daarop het Israëlische leger opdracht om "terreurdoelen" in de Gazastrook aan te vallen; rond 15.30 uur werden de eerste bombardementen uitgevoerd. Hij had een week eerder al gewaarschuwd dat Israël geen raketaanvallen meer zou dulden.
Om 19.54 uur (MEZT) verklaarde de Amerikaanse diplomate Marie Harf dat de VS de raketaanvallen veroordeelde en Israëls recht om zich te verdedigen steunde, maar ze riep de partijen op de vijandigheden en raketaanvallen te staken en verder te praten over een wapenstilstand. Israël had zijn delegatie toen al teruggeroepen. Later zei de Palestijnse delegatie dat de onderhandelingen voorgoed voorbij zijn, omdat Israël zijn delegatie had teruggeroepen.
In Gaza hadden duizenden mensen hun huis verlaten. Om 20.38 uur meldden medici in Gaza dat een vrouw en een tweejarig kind waren omgekomen als gevolg van de luchtaanvallen op een huis in de wijk Sheikh Radwan en dat er 25 mensen gewond waren geraakt. Volgens CNN zouden er op 19 augustus minstens drie mensen in Gaza om het leven gekomen zijn. Israël hield Hamas verantwoordelijk voor de slachtoffers in Gaza.
In diverse Israëlische steden, omder andere Ashdod, Ashkelon, Beër Sjeva en Jeruzalem, werden raketsirenes gehoord. Boven Netivot en Beër Sjeva werden raketten onderschept. Er waren in Israël geen meldingen van slachtoffers. Het National Homefront maakte bekend dat in een zone van 40 km vanaf de Gazastrook de schuilkelders geopend waren. In een zone van 7 km vanaf de Gazastrook werden bijeenkomsten met meer dan 300 personen verboden, in een zone van 40 km bijeenkomsten van meer dan 500 personen en in een zone van 80 km bijeenkomsten van meer dan 1000 personen, om geen doelwit van raketten uit Gaza te vormen.
De Israëlische luchtmacht bombardeerde 's nachts ongeveer dertig doelen in de Gazastrook. Om 2 uur (MEZT) meldde Moussa Abu Marzouk, een groepsleider van Hamas, dat de vrouw en een kind van Mohammed Deif, de militaire leider van Hamas, omgekomen zijn bij een bombardement. Mohammed Deif zelf heeft al enkele liquidatiepogingen sinds 2001 overleefd.
Om 5.40 uur waren er volgens een bericht uit Gaza bij het bombardement van een huis in Deir al-Balah, in het centrum van de Gazastrook, zeven doden gevallen, waaronder een meisje en een zwangere vrouw. Hamas schoot 's nachts zeven raketten richting Israël af. 's Ochtends waren er meer raketsirenes in diverse Israëlische steden.
De militaire vleugel van Hamas verklaarde woensdag dat luchthaven Ben-Gurion een doelwit voor meer raketaanvallen van Hamas is en waarschuwde luchtvaartmaatschappijen om Ben-Gurion te mijden. De meeste luchtvaartmaatschappijen veranderden niet van schema om de dreiging van Hamas die ochtend 5.00 uur MEZT zou ingaan. Een uitzondering was Jordanian Airlines.
Al-Hayat daily schreef dat Qatar de Hamasleider Khaled Mashal Qatar uit zou zetten als hij akkoord zou gaan met een langdurige wapenstilstand. Qatar zou tegen de onderhandelingen zijn.
De Franse president Hollande riep de partijen op om opnieuw te onderhandelen, omdat de situatie niet zo kon blijven. Gaza had volgens hem demilitarisatie en een beëindiging van de blokkade nodig. Hij bood de hulp van Frankrijk aan samen met de EU om de grens in Rafah tussen Egypte en de Gazastrook te heropenen [en te controleren dat er geen wapens door gesmokkeld worden].
Volgens een rapport van het Israëlische leger zou Israël in de eerste vier weken van de Operatie Protective Edge enkele malen de grensovergang bij Kerem Shalom opengesteld hebben, zodat trucks met hulpgoederen naar binnen konden gaan.
Op 20 augustus 2014 verklaarde premier Netanyahu dat Hamascommandanten ook legitieme doelwitten van luchtaanvallen zijn.
In de nacht van 20 op 21 augustus werden drie commandanten van de Izz ad-Din al-Qassam-brigades, de militaire vleugel van Hamas, gedood bij een bombardement in Rafah. Hamas heeft ze geïdentificeerd als Mohammed Abu Chamala, Raed al-Atar en Mohammed Barhoum. Mohammed Abu Chamala was volgens de Israëlische veiligheidsdienst Sjien Beet de commandant van het zuidelijke commando van Hamas (dat van Khan Younis en Rafah) en Raed al-Atar de Hamascommandant van Rafah. Abu Chamaleh en al-Atar hoorden bij de generatie die de Izz ad-Din al-Qassam-brigades heeft opgericht en waren volgens de Sjien Beet betrokken bij diverse aanslagen op Israëliërs. Zo waren ze in 2006 direct betrokken bij een aanval in Israël via een tunnel, waarbij twee Israëlische soldaten gedood werden en de soldaat Gilad Shalit gegijzeld werd. Gilad Shalit werd later geruild voor 1000 Palestijnse gevangenen. Minstens een van die vrijgelaten gevangenen zou betrokken zijn bij het doden van de drie Israëlische tieners in juni. Ook zouden ze in 2012 zestien Egyptische soldaten in de Sinaï bij de grens met de Gazastrook gedood hebben. Mohammed Barhoum was volgens Israël betrokken bij de wapensmokkel van Egypte naar de Gazastrook.
Volgens een aan Hamas gerelateerde website executeerde Hamas daarop drie Palestijnen volgens "revolutionaire procedures" op verdenking van collaboratie met Israël. Ook zeven anderen werden gearresteerd door de veiligheidsdienst van Hamas. Volgens Palestine Press News Agency zouden ook tientallen Palestijnen uit de buurt van Shejaiya na een kort verhoor geëxecuteerd zijn door Hamas op verdenking van spionage. Ze zouden wapens, telefoons en simkaarten van de Israëlische telefoonmaatschappij Orange bij zich hebben gehad.
Bij een begrafenis vielen ook vier Palestijnse doden door een Israëlisch bombardement.
Op 22 augustus 2014 liet Hamas weer 18 Palestijnen door vuurpelotons executeren op verdenking van collaboratie met Israël. Er werden die dag verder meer dan zeventig raketten door Hamas vanuit de Gazastrook naar Israël afgeschoten. Een auto bij de kibboets Nahal Oz, in de buurt van de Gazastrook werd getroffen door een mortiergranaat. Daarbij kwam een 4-jarig kind om het leven. Premier Netanyahu zei dat Hamas daar een hoge prijs voor zou betalen. De Israëlische luchtmacht voerde tientallen aanvallen uit in de Gazastrook, o.a. op lanceerinstallaties van raketten. Daarbij zijn minstens vier Palestijnen om het leven gekomen.
Tayeb Abdel Rahim, secretaris-generaal van de Palestijnse Autoriteit, veroordeelde de executies en zei dat ze koelbloedig en onwettig waren. Ook veroordeelde hij het in de benen schieten van Palestijnen door Hamasstrijders, zodat ze niet konden vluchten bij Israëlische aanvallen. Moussa Abu Marzouk, een Hamasleider die zijn thuisbasis in Egypte heeft, zei dat er druk op Hamas was om te reageren na de liquidatie van de drie Hamasleiders, maar hij vond dat de executies niet op straat thuishoorden. Volgens de Arabische krant Asharq Al-Awsat zou Hamas het publiekelijk doden in straten en pleinen verboden hebben na interne en externe woede en kritiek over de executies.
Op 23 augustus werd een flatgebouw met 48 appartementen in Gaza-Stad door twee raketten getroffen, waarna het instortte. Volgens Israël was daar een commandopost van Hamas gevestigd. Er waren volgens Palestijnse medische hulpdiensten zeker 22 gewonden onder wie 11 kinderen. Volgens de politie van Gaza was er vijf minuten voor die twee raketten een waarschuwingsraket op het dak afgevuurd, ook wel 'roof knocking' genaamd. Bij een andere luchtaanval werd een gebouw, waarin het ministerie van Binnenlandse Zaken van Hamas gevestigd zou zijn geweest, verwoest.
Op 24 augustus was Muhammad Al-Aoul, een functionaris van Hamas die verantwoordelijk was voor financiële transacties, doelwit van een luchtaanval. Ook werden die middag twee Hamasstrijders, die op Sderot aan het vuren waren, gedood.
Vanaf 26 augustus middernacht, de dag waarop tot een nieuw bestandsakkoord zou worden besloten, werden over en weer nog steeds aanvallen uitgevoerd. De IDF doodde met 60 luchtaanvallen minstens zes Palestijnen. De meeste mortieren uit de Gazastrook kwamen terecht in open terrein en hadden geen doden tot gevolg.

## Onderhandelingen
Er waren de eerste vier weken negen pogingen om een wapenstilstand te bewerkstelligen, maar die werden telkens afgewezen of geschonden.
Mohammed Deif, het hoofd van de Al-Qassam Brigades, de militaire vleugel van Hamas, verklaarde in een videoboodschap op 29 juli 2014 op Al-Aqsa TV, de televisiezender van Hamas, uitzonden werd, dat er geen wapenstilstand zal zijn voordat Israël de vijandigheden stopt en de blokkade van de Gazastook (sinds 2007) wordt opgeheven.

### 72-urig bestand en besprekingen in Caïro
Op 5 augustus ging een 72 uren durend staakt-het-vuren in, een voorstel van Egypte dat zowel door Hamas ondersteund werd als door Israël, dat zei een van zijn belangrijkste doelstellingen (namelijk de vernietiging van 32 'Hamas-tunnels') bereikt te hebben. In Egypte zou onderhandeld worden over een langere wapenstilstand. Toen het tijdelijke bestand inging, begon het leger aan de terugtrekking van zijn grondtroepen uit de Gazastrook. Sinds 8 juli 2014 had deze militaire operatie aan ongeveer 1860 Palestijnen in de Gazastrook het leven gekost, vooral burgers. Aan Israëlische kant waren 65 soldaten en 3 burgers omgekomen.
Op 7 augustus wilde Israël het staakt-het-vuren nog een paar dagen verlengen, maar Hamas weigerde als niet alle eisen van Hamas zoals de opheffing van de blokkade ingewilligd zouden worden. Dit verklaarde Mushir Al-Masri die middag bij een pro-Hamas-demonstratie.
Andere Hamasleiders waren misschien wel bereid tot een wapenstilstand, maar stelden daarvoor als strikte voorwaarde de beëindiging van de blokkade. Hamas verwierp ook de eis van demilitarisatie van de Gazastrook.
Israël en Egypte hadden in 2007 ook een zeeblokkade van Gaza ingesteld (onderdeel van de algehele blokkade) naar zijn zeggen om wapensmokkel tegen te gaan. Volgens woordvoerders van het Israëlische leger, zou Israël een Iraans plan voor een wapenzending op het spoor zijn gekomen: Op de Rode Zee zou een schip met Iraanse raketten onderschept zijn.
Egypte probeerde te bemiddelen tussen Hamas en de kleinere groeperingen enerzijds en Israël anderzijds. Hamasleiders zouden naar Egypte komen om afzonderlijk met Egypte te spreken.
Israël besloot op 2 augustus om vooralsnog geen delegatie naar Caïro te sturen, vanwege de kidnapping van een militair, maar zond op 5 augustus toch een delegatie bewindslieden naar Caïro. Op 8 augustus vertrokken ze weer nadat Hamas weer doorging met het afvuren van raketten.
Een leider van Hamas zei in een interview geen begrip voor het Israëlische standpunt te hebben en merkte op dat de VS ook met Noord-Vietnam onderhandelde tijdens de Vietnamoorlog.

### Nieuw staakt-het-vuren
Op 10 augustus 2014 gaf Hamas aan een voorstel van Egypte te accepteren om opnieuw voor drie dagen een staakt-het-vuren te laten gelden. Later sloot ook Israël zich aan bij dit voorstel. Het staakt-het-vuren moest van zondag 23.00 uur (CEST) tot woensdag 12 augustus 23.00 uur (CEST) duren.
De wapens zwegen op het tijdstip van het staakt-het-vuren en het tijdelijke bestand werd op 11 augustus door de betrokken partijen in acht genomen. De Palestijnse delegatie sprak meer dan negen uur met de Egyptische bemiddelaars. De Israëlische delegatie keerde terug naar Caïro voor de indirecte onderhandelingen.
Op 11 augustus werden de indirecte onderhandelingen hervat. Moussa Abu Marzouk, de leider van de Hamasdelegatie twitterde dat het moeilijke onderhandelingen zouden worden.
Op 12 augustus hield het staakt-het-vuren ook stand. Bij de onderhandelingen was er nog geen overeenkomst bereikt. Mousa Abu Marzouk, de leider van de Hamasdelegatie, had 's zondags gezegd, volgens het Palestijnse persbureau Ma'an, dat het de tweede en laatste wapenstilstand met Israël zou zijn. Er waren ook geluiden dat het staakt-het-vuren met 72 uur verlengd zou worden.
Er was op dinsdag nog geen overeenkomst bereikt. De standpunten lagen ver uit elkaar. Hamas wil de opening van een haven. Israël wilde dat alleen in het kader van een vredesregeling bespreken. Israël wilde tevens de demilitarisatie van de Gazastrook en garanties dat Hamas geen nieuwe wapens aan zou schaffen of bouwmateriaal zou gebruiken om nieuwe tunnels te bouwen. Hamas was wel bereid om de wederopbouw van Gaza aan de nieuwe Palestijnse regering over te laten. Frankrijk, Engeland en Duitsland hebben geld voor de wederopbouw ter beschikking gesteld.
Hamasleiders meldden na de eerste hervatte gesprekken dat er resultaten geboekt waren voor een langdurige wapenstilstand. Er zou een vredesregeling zijn die uitgebreider dan de Oslo-akkoorden is. Egypte zond 16 augustus een uitgewerkt plan naar de Palestijnse partijen en Israël. De Palestijnse president Mahmoud Abbas ging akkoord met dit plan, maar Israël was nog niet akkoord gegaan. Ook Hamas en de Islamitische Jihad waren niet tevreden met het plan.
Volgens het Egyptische plan zou Israël stoppen met de aanvallen op Gaza vanuit de lucht, vanaf het land en vanuit de zee. De Palestijnse groeperingen zouden op hun beurt geen aanvallen op Israël doen en geen tunnels op Israëlisch grondgebied graven. De grenzen van Gaza zouden geopend worden en als de wapenstilstand zou standhouden, zouden de partijen terugkeren naar Caïro voor verdere onderhandelingen over o.a. een gevangenenruil en een haven en vliegveld in Gaza. Volgens Mahmoud Abbas was Egypte geen bemiddelaar, maar een partner die niet vervangen kon worden door een andere bemiddelaar.
Op 17 augustus zouden de onderhandelingen verdergaan.
Naftali Bennett, de Israëlische minister van Economische Zaken (Het Joodse Huis), die lid is van het acht leden tellende Israëlische veiligheidskabinet, zei op 17 augustus 2014 dat Israël zo snel mogelijk moest stoppen met de indirecte onderhandelingen met Hamas. Hij vindt dat Israël humanitaire hulp zoals voedsel en medicijnen aan Gaza moet toestaan en de visserijzone voor vissers uit Gaza uitbreiden. Maar Israël moest hard kunnen terugslaan bij raketaanvallen of terreur en zijn handen niet laten binden. Ook de minister van Justitie Tzipi Livni (Hatnuah), eveneens lid van het veiligheidskabinet, vond dat Israël beter niet met Hamas kan onderhandelen, zelfs niet indirect.
Na de nieuwe raketaanvallen op 19 augustus 2014 vertrok de Israëlische delegatie opnieuw uit Caïro. De Palestijnse delegatie verklaarde 's avonds dat ze de volgende dag zou vertrekken.
Op 21 augustus had de president van de Palestijnse Autoriteit Mahmoud Abbas een ontmoeting met Hamasleider Khaled Mashal in het bijzijn van de emir Sjeik Tamim bin Hamad al-Thani in Doha, Qatar. De Palestijnen waren positief over de gesprekken. Dezelfde dag schreef de Israëlische premier Netanyahu op Twitter: "Hamas is ISIS en ISIS is Hamas."
Op 22 augustus vloog Mahmoud Abbas naar Caïro om te proberen een nieuw staakt-het-vuren te bewerkstelligen. Hij had op 23 augustus een gesprek met president Abdul Fatah al-Sisi. Op 24 augustus reisde hij terug naar Ramallah.

### Nieuw staakt-het-vuren (voor onbepaalde tijd)
Op 26 augustus, de vijftigste dag van Operation Protective Edge, accepteerden Hamas en Israël een Egyptisch voorstel voor een nieuw staakt-het-vuren, dat voor onbepaalde tijd moet gelden.
Dit werd gemeld door Moussa Abu Marzouk, de nummer twee van Hamas in ballingschap die deelneemt aan de vredesgesprekken. Enige tijd later werd het bevestigd door Israëlische regeringsbronnen. Binnen een maand zullen de gesprekken voortgezet worden. Israël zal humanitaire hulp en materiaal voor de opbouw toelaten in Gaza. Via de grens met Egypte kon op 27 augustus, voor het eerst sinds 2007, een konvooi van het VN Wereldvoedselprogramma
de Gazastrook bereiken.
De belangrijkste afspraken: Hamas en alle andere groeperingen in Gaza moeten zich onthouden van raketbeschietingen, Israël moet stoppen met alle militaire acties. De Palestijnse Autoriteit gaat de grenzen tussen Israël en Gaza bewaken opdat er geen militaire goederen binnenkomen, en gaat de wederopbouw uitvoeren. Hiervoor moet Israël meer grensgebied openstellen. Israël belooft de bufferzone in Gaza in te korten van 300 naar 100 meter van de grens. Gazaanse vissers mogen voortaan tot 10 km van de kust vissen in plaats van 5 km. Israël blijft echter nog steeds de controle houden over de grenzen houden (Hiermee is de volledige blokkade, een eis van Hamas, nog niet opgeheven).
Over uiterlijk een maand zal er verder gepraat worden over verdere heikele punten zoals een luchthaven en een haven in Gaza.
Op 31 augustus 2014, enkele dagen na de start van de afspraken in Egypte, maakte Israël het plan bekend om 400 hectare land van Palestijnse dorpen bij Bethlehem op de Westelijke Jordaanoever te annexeren om er Israëlische nederzettingen op te bouwen. De Israëlische radio zou gemeld hebben dat dit (ook nog) een reactie is op de ontvoering van drie jongens op 12 juni (zie: Aanleiding). Volgens de VS werkt dit besluit 'contraproductief' in de vredesonderhandelingen met de Palestijnen.
Eind september 2014 werden de twee Palestijnse vermoedelijke ontvoerders en moordenaars van de drie Israëlische jongeren, waarmee het hele conflict ontaardde, gedood.

## Slachtoffers
Israël deed er naar eigen zeggen van alles aan om burgerslachtoffers te voorkomen. Zo zouden bewoners van gebouwen die gebombardeerd zouden worden van tevoren worden opgebeld om hen te waarschuwen dat ze zich in veiligheid moesten brengen. Of zouden eerst waarschuwende schoten gelost worden voordat een gebouw gebombardeerd werd. In het op 22 juni 2015 verschenen onderzoeksrapport van de Verenigde Naties blijkt dat deze zogenoemde 'roof-knocking'-waarschuwingen niets uithaalden, aangezien de tijd om weg te vluchten veel te kort was. Ook zouden bombardementen van gebouwen zijn uitgesteld omdat er zich kinderen op het dak bevonden. Toch zijn er gevallen bekend waar burgers vanuit de lucht werden beschoten, en zijn onder meer vier jongetjes die op het strand aan het voetballen waren gedood, en werd een ziekenhuis aangevallen met drones. Bewoners van Gaza werden opgeroepen om naar de steden te gaan, omdat het daar veiliger zou zijn. Maar zelfs in de veilige havens van de VN vielen slachtoffers.
Op 28 juli 2014 was het dodental onder de bewoners van de Gazastrook volgens Palestijnse bronnen gestegen tot boven de 1.100 gerekend vanaf het begin van de militaire operatie en waren er rond de zesduizend gewonden. Op 29 juli kwamen daar 109 slachtoffers bij. Ook op 30 juli kwamen volgens Palestijnse artsen meer dan honderd Palestijnen om het leven door Israëlische bombardementen of beschietingen. Door het conflict begon ook op de Palestijnse Westoever en in Jeruzalem onrust uit te breken en vielen er een aantal Palestijnse doden.
Volgens een onderzoek van het Israëlische leger zou het percentage strijders onder de Palestijnse slachtoffers hoger zijn dan de 20% die de mensenrechtenorganisatie van Gaza hanteert. De Israëlische viceminister van Buitenlandse Zaken, Tzachi Hanegbi, verklaarde dat het Israëlische leger een eigen professioneel en betrouwbaar onderzoek had gedaan naar de Palestijnse slachtoffers. Volgens dit rapport zou ruim 47 % van de 1.669 slachtoffers aan Palestijnse kant uit terroristen bestaan.
Op 4 augustus 2014 waren er volgens een rapport van het Israëlische leger 1.867 doden aan de Palestijnse kant. Volgens het Israëlische leger waren 750 à 1000 daarvan gewapende strijders. 253 daarvan waren Hamas-strijders, 147 waren strijders van de Islamitische Jihad en 603 strijders die het Israëlische leger niet gespecificeerd heeft.
Op 10 augustus werd het totaal aantal Palestijnse dodelijke slachtoffers op meer dan 1900 geschat en het aantal gewonden op ruim 9800, voornamelijk burgers. Meer dan 100.000 Palestijnen waren op de vlucht. Op 20 augustus, nadat het staakt-het-vuren werd afgeblazen, was het aantal dodelijke slachtoffers bij de Palestijnen opgelopen tot meer dan 2000 en het aantal gewonden boven de 10.000. Volgens de VN waren 500 van de Palestijnse dodelijke slachtoffers kinderen.
Aan Israëlische zijde zijn tientallen soldaten gesneuveld. In de nacht van 19 op 20 juli kwamen dertien Israëlische soldaten van de Golani-brigade in een hinderlaag van Hamas om het leven. Op 30 juli 2014 werden drie soldaten bij een explosie gedood. Elf Israëlische soldaten werden gedood door Palestijnse militanten die uit een tunnel gekomen waren. Op 4 augustus 2014 waren er, sinds de start van de operatie op 8 juli 2014, 64 Israëlische soldaten gesneuveld. Sinds het ingaan van het staakt-het-vuren zijn twee soldaten overleden aan hun wonden (op 29 en 31 augustus). Op 31 augustus stond het dodental onder de Israëlische soldaten op 66. In Israël zijn zeven burgerslachtoffers omgekomen door raketten of mortieren van Hamas. Zes slachtoffers hadden de Israëlische nationaliteit en één slachtoffer de Thaise nationaliteit. Door mortiergranaten vanuit Gaza stierven op 22 augustus een kind in Nahal Oz en op 26 augustus twee volwassen Israëliërs in de regio Eshkol.
Aan Israëlische zijde zijn 66 militairen en 7 burgers om het leven gekomen, waaronder 1 kind.
Bij de Israëlische aanvallen zijn volgens cijfers van de Palestijnen en de Verenigde Naties tot 23 augustus 2100 Palestijnen omgekomen, waaronder 500 kinderen. In driekwart van het totaal zou het gaan om burgerslachtoffers.
President Mahmoud Abbas verklaarde op 6 september 2014 dat tijdens de Israëlische aanval in Gaza meer dan 120 Palestijnse jongeren door Hamas zijn gedood omdat ze zich niet aan het door Hamas ingestelde uitgaansverbod hielden. Dit afgezien van de 30-40 personen die volgens Abbas door Hamas "buitengerechtelijk ter dood gebracht" zijn. Hij verweet Hamas een eigen "schaduwregering" te hebben in Gaza, waar de verenigde Palestijnse regering volgens hem geen invloed kon uitoefenen. Abbas verklaarde dat voortduren van deze situatie met Hamas niet aanvaard zou worden. Volgens Abbas heeft Hamas tijdens de gebeurtenissen "maar" 50 Hamas-strijders verloren, terwijl er 861 Fatah-leden zijn gedood.
Eind september concludeerde de VN dat er bij het conflict 1.479 Palestijnse burgerslachtoffers waren gevallen.
In juni 2015 beschreef de Noorse anesthesist Mads Gilbert die tijdens deze oorlog in het Shifa-hospitaal in Gaza werkzaam was zijn ervaringen aan de hand van foto's, in zijn boek "Night in Gaza".
Augustus 2015, een jaar na deze oorlog en een internationale donorconferentie in Caïro, ligt de Gazastrook en de infrastructuur nog steeds in puin, bestaat de algehele blokkade door Israël nog steeds en is er nog lang geen sprake van basale humanitaire levensomstandigheden.

## Aangerichte schade
Israëls militaire operatie van 2014 had een veel grotere schade tot gevolg dan de eerste twee.
Zij betrof hele stadswijken en bijna een derde van de bevolking van de Gazastrook moest elders een "goed" heenkomen zoeken. Midden 2015 konden nog steeds 100000 mensen niet naar huis terugkeren.
Het Bureau van de Vertegenwoordiger van het Kwartet (Office of the Quartet Representative) kwam tot een volgende - onvolledige - opsomming wat betreft aangerichte schade:
- 18000 huizen (housing units) verwoest/ernstig beschadigd en 44.300 beschadigd;
- 26 scholen verwoest en 122 beschadigd;
- 15 ziekenhuizen (5 ernstig) en 45 eerstelijns kleinere medische centra beschadigd;
- de enige energiecentrale van de Gazastrook beschadigd (zo ook het net);
- water- en waterzuiverings/rioleringsnetwerk: 20 à 30% beschadigd;
- ontziltingsinstallatie in Deir al-Balah beschadigd;
- agrarische sector: $ 550 miljoen schade;
- 220 putten t.b.v. de landbouw verwoest of ernstig beschadigd;
- minstens 40000 mensen werkzaam in deze sector ernstig benadeeld;
- 247 fabrieken en 300 commerciële vestigingen geheel of gedeeltelijk beschadigd;
- wijdverspreide schade aan communicatie-infrastructuur;
- schade aan een aantal plaatsen, mogelijk te nomineren als World Heritage Site.

## Oorlogsmisdaden
Op 23 juli 2014 zei de hoge commissaris voor de Mensenrechten van de Verenigde Naties, Navi Pillay, dat alles er op wijst dat Israël met de aanvallen op de Gazastrook het internationaal recht schendt en oorlogsmisdaden pleegt.
De Palestijnse minister van Buitenlandse Zaken Riyad al-Malki was op 5 augustus 2014 in Den Haag bij het Internationale Strafhof (ICC) om met aanklagers van het hof te spreken. Hij vindt dat Israël vervolgd moet worden voor oorlogsmisdaden.
Op 23 augustus 2014 ondertekende Hamas het voorstel van Mahmoud Abbas om het lidmaatschap van het Internationale Strafhof aan te vragen.
Op 2 september 2014 verklaarde Hanan Ashrawi, bestuurslid van de Palestijnse Bevrijdings Organisatie, tijdens een bezoek aan de Verenigde Naties dat de oorlog met Israël voor de Palestijnse president Mahmoud Abbas aanleiding was de door Amerika begeleide en reeds zieltogende vredesonderhandelingen te laten voor wat ze zijn en zich te wenden tot het Internationaal Strafhof. "Want het is nu genoeg, en wat hebben de Verenigde Staten voor ons gedaan?" Het bezoek van Hanan Ashrawi was onderdeel van een nieuwe Palestijnse strategie die streeft naar toetreding tot het Strafhof en ook naar een Veiligheidsraadsresolutie die van Israël beëindiging van de Israëlische bezetting binnen drie jaar zou eisen. Ashrawi voegde hier aan toe dat de Verenigde Staten deze resolutie waarschijnlijk zouden blokkeren.
Begin november 2014 publiceerde Amnesty International een verslag over het conflict waarin de organisatie stelt dat het Israëlische leger "buitensporig veel geweld" heeft gebruikt tegen de Palestijnen. Er werd in het verslag zelfs melding gemaakt van oorlogsmisdaden. Amnesty focuste in het verslag vooral op aanvallen op bewoonde huizen, die zonder verwittiging werden gebombardeerd en waarbij hele families werden gedood. Israël erkende de in het rapport vermelde aanvallen niet en was niet bereid om aan Amnesty International uitleg te geven. Amnesty riep Israël op om mee te werken met de onderzoekscommissie van de Verenigde Naties en om mensenrechtenorganisaties toe te laten tot de Gazastrook.
Op 29 juli 2015 publiceerde Amnesty International in samenwerking met een onderzoeksteam van de Goldsmiths University in Londen een rapport over de hevige Israëlische aanvallen op Rafah op 'Zwarte Vrijdag' 1 augustus 2014 (zie hierboven). Volgens dit rapport heeft een gedetailleerde analyse van het bewijsmateriaal uitgewezen dat Israël met de stelselmatige grond- en luchtaanvallen op de woonwijken van Rafah minstens 135 Palestijnse burgers gedood heeft, onder wie 75 kinderen, en zich daarmee schuldig heeft gemaakt aan oorlogsmisdaden, wellicht zelfs aan misdaden tegen de menselijkheid.

## Internationale reacties
De Amerikaanse president Obama en zijn minister van Buitenlandse Zaken John Kerry probeerden een eind aan het conflict te maken, maar gingen wel uit van Israëls recht op zelfverdediging en steunden dat recht. John Kerry verklaarde op 29 juli ook voor de ontwapening van Hamas te zijn. Hij heeft ook een paar keer geprobeerd om een wapenstilstand tussen Israël en Hamas te bewerkstelligen.
De Nederlandse premier Mark Rutte vond dat Israël gebruik maakte van het recht zichzelf te verdedigen. De Nederlandse minister van Buitenlandse Zaken Frans Timmermans onderstreept dit recht, maar is van mening dat producten die op de Westelijke Jordaanoever geproduceerd worden niet het etiket 'Made in Israel' mogen hebben. Dit leverde protesten van de Israëlische regering op.
De Duitse bondskanselier Angela Merkel steunde Israël op grond van het recht van zelfverdediging ook inzake het grondoffensief.
De Franse minister van Buitenlandse Zaken Laurent Fabius steunde Israëls recht van zelfverdediging, maar was kritisch over het feit dat VN-scholen werden getroffen.
Tegelijk met de militaire operaties van Israël om de tunnels van Hamas te vernietigen, voerde het leger van Egypte, dat zich eveneens tegen de Hamasbeweging keert, soortgelijke acties uit met tunnels tussen de Gazastrook en Egypte. Voor een onbepaalde tijd sloot Egypte de grensovergang met de Gazastrook.
De Iraanse ayatollah Ali Khamenei noemde de operaties van het Israëlische leger een genocide en riep de wereld en de moslims op om de Palestijnen met wapens en raketten te bewapenen.
De Turkse premier Erdogan reageerde op het grondoffensief van Israël in Gaza en noemde het 'barbaarser dan Hitler.' Hij riep ook de moslimwereld op tot het nemen van een 'agressievere houding'.
Brazilië, Peru, Chili en El Salvador riepen hun ambassadeur in Israël terug. De president van Bolivia Evo Morales noemde Israël een "terreurstaat", maar had al eerder de diplomatieke betrekkingen met Israël verbroken.
Human Rights Watch beschuldigde Israël van oorlogsmisdaden omdat het land tussen 23 en 25 juli op vluchtende burgers had geschoten en er enkelen had gedood.
Oud-president van de VS Jimmy Carter riep op 6 augustus de VS en de EU op om Hamas te erkennen. Volgens hem was Hamas een legitieme speler die een deel van de Palestijnen vertegenwoordigde. Carter vond verder dat Israël buitensporig veel geweld had gebruikt en beschuldigde Israël ervan opzettelijk burgerdoelen te hebben aangevallen, wat een oorlogsmisdaad is. Anderzijds veroordeelde hij Hamas voor het willekeurig afschieten van raketten op burgers.
In augustus hebben 17 EU-regeringen hun burgers en bedrijven opgeroepen om geen zaken te doen met Israëlische bedrijven in de Westelijke Jordaanoever of investeringen te plaatsen in de Westelijke Jordaanoever, omdat ze daarmee Israël van middelen tot oppressie (onderdrukking) voorzien. Het Nederlandse pensioenfonds PGGM trok tientallen miljoenen euro's terug uit Israëlische deposito's. Onder druk van een wereldwijde petitie van de mensenrechtenorganisatie Avaaz, die 1,7 miljoen handtekeningen opleverde, haalde de Bill & Melinda Gates Foundation alle investeringen in de Britse beveiligingsfirma G4S terug, evenals de U.S. Presbyterian Church die naar schatting 21 miljoen dollar aan investeringsfondsen in Hewlett-Packard (HP), Motorola Solutions en Caterpillar terughaalde.
Op 2 september 2014 uitte de Nederlandse premier Mark Rutte zijn bezorgdheid over het plan van Israël om 400 hectare Palestijnse grond op de Westelijke Jordaanoever te onteigenen. Daarbij sluit hij zich aan bij de Europese Unie die het plan heeft veroordeeld en Israël heeft opgeroepen het besluit terug te draaien. Dit plan werd bekend, enkele dagen nadat er in Egypte onderhandelingen hadden plaatsgevonden en afspraken gemaakt waren voor een bestand van onbepaalde tijd.

### Verenigde Naties
De secretaris-generaal van de Verenigde Naties, Ban Ki-moon, riep Hamas en Israël herhaaldelijk op om de gevechten te staken. Hij reageerde boos omdat daarbij ook VN-scholen geraakt waren, waarheen mensen gevlucht waren, en noemde dat een criminele daad.
Op 23 juli waarschuwde de Hoge Commissaris Mensenrechten van de Verenigde Naties, Navi Pillay, Israël voor oorlogsmisdaden in Gaza door kinderen te doden en opzettelijk huizen te vernietigen. en zei dat de aanvallen op burgers, het doden van kinderen en de verwoesting van woningen als strafmaatregel ernstige schendingen zijn van het internationaal humanitair recht. Ze veroordeelde ook de beweging Hamas wegens het beschieten van Israël met raketten. Deze mededeling kwam er in Genève aan het begin van een speciale zitting van de Mensenrechtenraad van de VN nadat reeds 650 Palestijnen het leven hadden gelaten, onder wie meer dan 150 kinderen, en bij de aanvallen meer dan 4000 mensen gewond waren geraakt.
Er zou naar verluidt een verregaand onderzoek naar deze feiten komen: "International humanitarian law has been violated in a manner that could amount to war crimes; everyone of these incidents must be properly and indepenently investigated". Israël wees de suggestie van Pillay af.
Op 11 augustus 2014 benoemde de voorzitter van de Mensenrechtenraad van de VN, Baudelaire Ndong Ella, een commissie die moest gaan onderzoeken of het internationale humanitaire recht in de Gazastrook geschonden was en wie er verantwoordelijk was voor mogelijke schendingen. De commissie zou uit drie personen bestaan: William Schabas (voorzitter), Amal Alamuddin en Doudou Diène. Schabas heeft meerdere malen opgeroepen om de regeringsleiders van Israël voor het Internationaal Strafhof (ICC) te halen. Amal Alamuddin heeft afgezegd.
De Europese Unie en de Verenigde Staten hebben de resolutie waarmee dit onderzoek werd aangekondigd afgewezen vanwege het zeer eenzijdige karakter daarvan (Israël werd meerdere malen genoemd als mogelijke overtreder, de andere zijde geen enkele keer).
Het Israëlische ministerie van buitenlandse zaken reageerde afwijzend op het besluit van de Mensenrechtenraad en zei dat het bevooroordeeld tegen Israël staat, dat het rapport al geschreven was en het vraag was wie het zou ondertekenen. Ook ander Israëlische ministers stonden er afwijzend tegenover. Premier Netanyahu zei dat de commissie geen oorlogsmisdaden in Israël zou vinden en dat ze beter onderzoek bij Hamas en in Syrië konden doen; daar zouden ze oorlogsmisdaden vinden.
Schabas verklaarde dat hij helemaal niet anti-Israëlisch was en lezingen aan Israëlische universiteiten gegeven had en dat hij dat anders niet gedaan zou hebben. Ook was het rapport volgens hem nog niet geschreven; dat was juist de aard van het onderzoek. Hij hoopte dan ook dat Israël mee zou werken aan het onderzoek, zodat de proportionaliteit goed kan worden beoordeeld.
Op 2 februari 2015 trad Schabas af als voorzitter van de commissie, omdat hij dacht dat zijn persoon het werk van de commissie schaadde en te veel afleidde. Schabas' onderzoek zou bovendien niet objectief zijn, daar de Canadees zich liet betalen door de Palestijnse Autoriteit voor een juridisch advies.

### Desmond Tutu

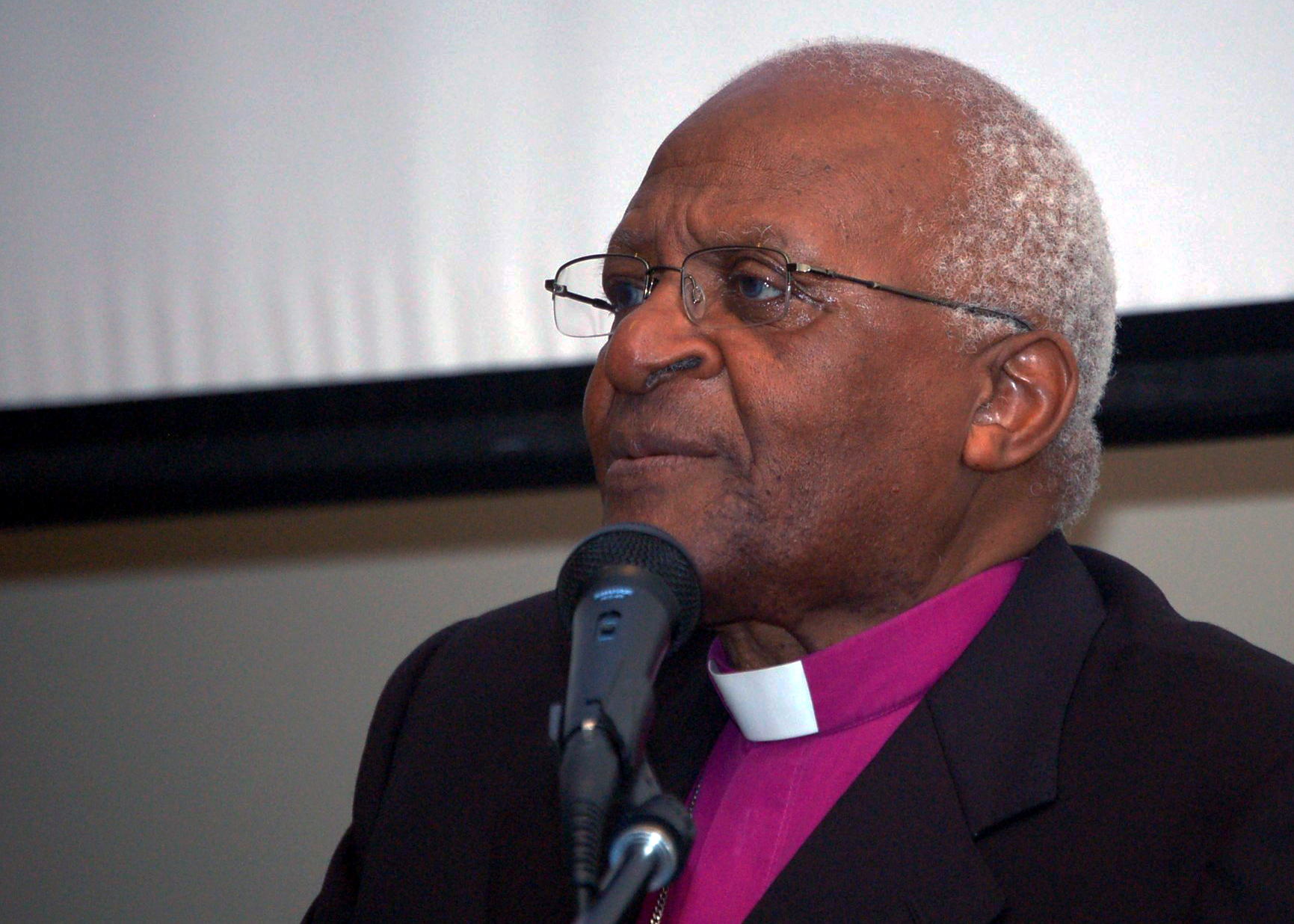
Aartsbisschop Desmond Tutu

Op 14 augustus publiceerde Haaretz een pleidooi van Desmond Tutu, de winnaar van Nobelprijs voor de Vrede 1984, gericht aan de bevolking van Israël: "Bevrijdt uzelf door Palestina te bevrijden"; daarbij riep hij tevens op tot een internationale boycot van Israël en spoorde hij Israëli's en Palestijnen aan verder te kijken dan hun leiders voor een blijvende oplossing van het conflict; militair zou er geen oplossing zijn. Dat vergt volgens de aartsbisschop een mentaliteitswijziging ("mind-set shift"). Hij vergeleek de situatie met de jaren 80 in Zuid-Afrika, daarbij herinnerend aan de uitspraak van Nelson Mandela: "De Zuid-Afrikanen zouden zich niet vrij voelen, zolang de Palestijnen niet vrij zijn", en zei verder: "Mandela zou er waarschijnlijk aan toegevoegd hebben dat de bevrijding van Palestina ook Israël zal bevrijden".

## VN-onderzoek
Op 10 november 2014 benoemde Ban Ki-Moon de Nederlandse oud-generaal-majoor Patrick Cammaert tot voorzitter van de VN-commissie die onderzoek ging doen naar de oorlog in Gaza in juli en augustus 2014. De commissie moest met name aanvallen op VN-scholen onderzoeken, en de vraag of VN-gebouwen gebruikt zijn voor de opslag van wapens.
Op 22 juni 2015 werden de resultaten van het onderzoek in een persbericht naar buiten gebracht, met de volledige tekst. Daarin werd ook vermeld dat er tussen juni en augustus 2014 op de Westelijke Jordaanoever 27 Palestijnen waren gedood en 3020 gewond.

## Getuigenissen van militairen
Op 5 mei 2015 legde een groot aantal militairen getuigenis af van hun optreden in 2014 in de Gazastrook. Deze meer dan 60 getuigenissen van betrokkenen uit alle rangen en divisies zijn gebundeld en door de Israëlische organisatie van militairen en ex-militairen Breaking the Silence uitgegeven in een rapport This is How We Fought in Gaza Hieruit blijkt dat er sprake was van willekeur, moedwillige vernietiging van huizen van Palestijnse burgers en overmatig gebruik van munitie. Yehuda Shaul van Breaking the Silence zegt hierover: "Het leger heeft alle ethische principes overboord gegooid." Er is een fundamenteel verschil is tussen de visie van het leger, dat spreekt over incidenten, en de constatering van Breaking the Silence dat het een structureel probleem is, gelegen in de regels en bevelen. De organisatie roept op tot een extern onafhankelijk onderzoek naar de bevelen die werden gegeven.

## Onderzoek naar misdaden door IDF
In 2017 wilde de IDF een onderzoek laten doen naar de gebeurtenissen op 'Zwarte Vrijdag', 1 augustus 2014, in het zuiden van de Gazastrook bij Rafah. Op die dag werden met hevige artillerie- en luchtaanvallen, het 'Hannibal Directive', tientallen Palestijnen gedood om de ontvoering van een (naar later bleek) Israëlische soldaat te voorkomen, waarbij waarschijnlijk oorlogsmisdaden zijn begaan Het onderzoek werd echter door premier Benjamin Netanyahu tegengehouden. Na beschuldigingen van aanwijzingen voor 'oorlogsmisdaden', onder andere door Amnesty International, publiceerde de Israëlische krijgsmacht in augustus 2018 een onderzoek naar zijn eigen handelingen op 'Zwarte Vrijdag' tijdens de oorlog in Rafah, met als conclusie dat er geen reden was om de IDF van misdadig wangedrag te verdenken. Deze gebeurtenissen hebben wel de beschuldigingen jegens Israël versterkt die voorwerp zijn geworden van een verkennend onderzoek door het Internationaal Strafhof.